# Félix Cárdenas
Félix Rafael Cárdenas Ravelo (Encino (Colombia), 24 novembre 1972) è un ex ciclista su strada colombiano. Scalatore, professionista in Europa dal 2000 al 2009, vinse tre tappe alla Vuelta a España (risultando per due volte miglior scalatore) e una al Tour de France.

## Carriera
Chiamato dai suoi tifosi El Gato ("il Gatto") per le sue doti di scalatore, gareggiò da professionista in Europa dal 2000 al 2009, vestendo le maglie di Kelme-Costa Blanca, Cage Maglierie-Olmo, Labarca 2/Café Baqué e Barloworld.
Ottenne la maggior parte delle vittorie su traguardi in salita. In particolare, nelle edizioni 2003 e 2004 della Vuelta a España si aggiudicò la maglia di miglior scalatore. Fece inoltre sue tre tappe alla Vuelta a España (nel 2000, nel 2003 e nel 2004) e una al Tour de France 2001, la classifica scalatori alla Volta Ciclista a Catalunya 2001, la Vuelta a La Rioja nel 2003 e il Tour of Japan nel 2005. Negli stessi anni partecipò anche a tre edizioni dei campionati del mondo, nel 2003, 2006 e 2008.
Tornato stabilmente in patria a partire dal 2010, si è aggiudicato due titoli nazionali in linea (2010 e 2012), due Vuelta a Colombia (2011 e 2012), un Clásico RCN (2010) e numerose altre corse minori. Ha interrotto l'attività nel 2014.

## Palmarès
- 1995

Classifica generale Vuelta a Boyacá
- 1996

3ª tappa Clásico RCN (Cerveceria Leona en Tocancipa)
- 2000

4ª tappa Tour du Limousin (Tulle > Limoges)
10ª tappa Vuelta a España (Sabadell > La Molina)
- 2001

12ª tappa Tour de France (Perpignano > Ax-les-Thermes)
- 2002

9ª tappa Vuelta a Colombia (Cali)
11ª tappa Vuelta a Colombia (Armenia)
4ª tappa Giro del Trentino (Fondo > Lienz)
- 2003

4ª tappa Vuelta Nacional de la Paz
2ª tappa Vuelta a la Rioja (Albelda de Iregua > Alto Cruz de la Demanda)
Classifica generale Vuelta a La Rioja
4ª tappa Vuelta a Castilla y León (El Burgo de Osma > San Ildefonso)
7ª tappa Vuelta a Colombia (Barichara)
11ª tappa Vuelta a Colombia (Santa Rosa de Cabal)
8ª tappa Clásico RCN (Bogotà)
16ª tappa Vuelta a España (Jaén > Sierra Nevada)
- 2004

17ª tappa Vuelta a España (Plasencia > La Covatilla)
4ª tappa Clásico RCN
- 2005

3ª tappa Tour of Japan (Minami-Shinshu > Minami-Shinshu)
5ª tappa Tour of Japan (Izu > Izu)
Classifica generale Tour of Japan
- 2006

2ª tappa Brixia Tour (Buffalora > Passo Maniva)
Prueba Villafranca de Ordizia
Gran Premio Industria Commercio Artigianato Carnaghese
- 2007

1ª tappa Giro del Capo (Paarl > Tokara)
- 2008

2ª tappa Clásico RCN
- 2009

Classifica generale Clásica Perla del Fonce
- 2010

1ª tappa Clásica Club Deportivo Boyacá
Classifica generale Clásica Club Deportivo Boyacá
Classifica generale Clásica Ciudad de Girardot
2ª tappa Vuelta Gobernacion Norte de Santander
2ª tappa Vuelta a Boyacá
5ª tappa Vuelta a Boyacá
Classifica generale Clásico RCN
Prologo Clásica Aguazul (cronometro)
3ª tappa Clásica Aguazul
Classifica generale Clásica Aguazul
Campionati colombiani, Prova in linea
- 2011

1ª tappa Vuelta al Tolima
4ª tappa Vuelta a Colombia (Caicedonia > Ibagué)
Classifica generale Vuelta a Colombia
Classifica generale Vuelta a Santander
- 2012

9ª tappa Vuelta a Chile
Classifica generale Vuelta al Tolima
3ª tappa Vuelta a Colombia (Soacha > Ibagué)
4ª tappa Vuelta a Colombia (Ibagué > Armenia)
10ª tappa Vuelta a Colombia (Manizales > Medellín)
Classifica generale Vuelta a Colombia
Prologo Clásica Perla del Fonce (cronometro)
Classifica generale Clásica Perla del Fonce
1ª tappa Clásica Ciudad de Girardot
2ª tappa Clásica Ciudad de Girardot
3ª tappa Clásica Ciudad de Girardot
Classifica generale Clásica Ciudad de Girardot
Prologo Clásica del Meta (cronometro)
5ª tappa Vuelta a Santander
2ª tappa Clásico El Colombiano
Classifica generale Clásico El Colombiano
Campionati colombiani, Prova in linea
- 2013

2ª tappa Circuito de Cómbita
2ª tappa Vuelta al Valle del Cauca
3ª tappa Vuelta al Tolima
4ª tappa Vuelta al Tolima
9ª tappa Vuelta a Colombia (Sopó > Santa Rosa de Viterbo)
4ª tappa Clásica Perla del Fonce
4ª tappa Vuelta a Boyacá
- 2014

8ª tappa Vuelta a Colombia (Pereira > Manizales)
5ª tappa Vuelta a Santander

### Altri successi
- 1996

Classifica scalatori Clásico RCN
- 1999

Classifica scalatori Vuelta a Colombia
- 2000

Classifica scalatori Tour de Romandie
Classifica scalatori Tour du Limousin
- 2001

Classifica scalatori Volta Ciclista a Catalunya
- 2003

Classifica scalatori Vuelta a la Rioja
Classifica scalatori Clásico RCN
Classifica scalatori Vuelta a España
- 2004

Classifica scalatori Vuelta a España
- 2005

Classifica a punti Tour of Japan
Classifica scalatori Tour of Japan
- 2007

Circuito Ciclístico Ferias y Fiestas de Tuta (criterium)
- 2010

Prologo Vuelta al Valle del Cauca (cronosquadre)
1ª tappa Clásico RCN (cronosquadre)
- 2011

1ª tappa Vuelta a Antioquia (cronosquadre)
- 2012

Classifica a punti Vuelta a Colombia

## Piazzamenti

### Grandi Giri
- Giro d'Italia

2000: 19º
2008: 16º
2009: 66º
- Tour de France

2001: 61º
2007: 106º
2008: ritirato
- Vuelta a España

2000: 31º
2001: 95º
2003: 8º
2004: 29º

### Competizioni mondiali
- Campionati del mondo

Hamilton 2003 - In linea Elite: 55º
Salisburgo 2006 - In linea Elite: ritirato
Varese 2008 - In linea Elite: 60º
Varese 2008 - Cronometro Elite: 39º